# Aleksej Jermolov

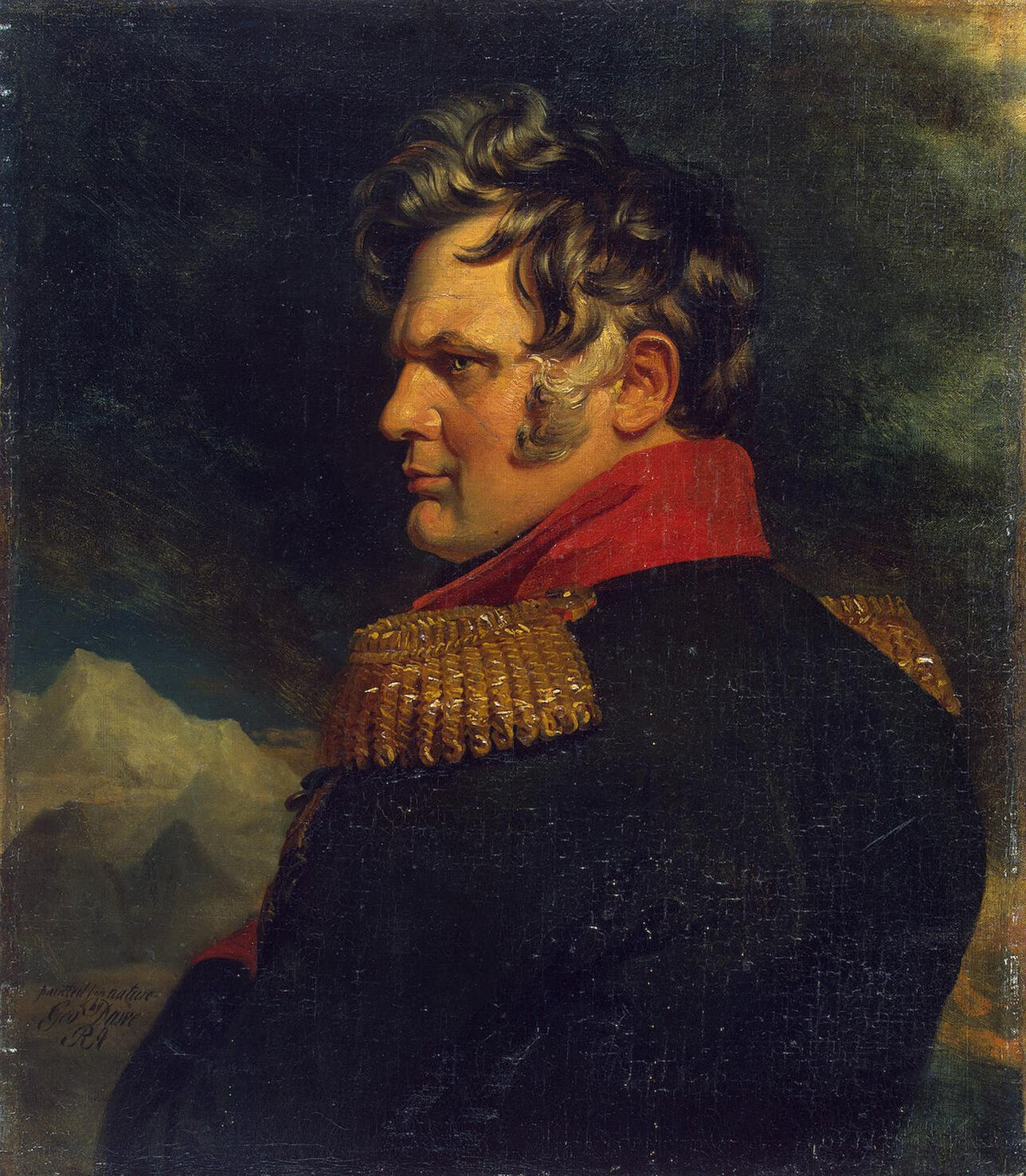
Aleksej Petrovitsj Jermolov (George Dawe ±1825, Hermitage, Sint-Petersburg).

Aleksej Petrovitsj Jermolov (Russisch: Алексе́й Петро́вич Ермо́лов) (Moskou, 4 juni 1777 - aldaar, 23 april 1861) was de belangrijkste Russische militaire leider ten tijde van de gouden eeuw van het Russische romanticisme en een staatsman. Hij was betrokken bij vele lange oorlogen die het Russische Rijk uitvocht van 1790 tot 1820. Hij werd generaal van de infanterie in 1818 en generaal van de artillerie in 1837. Zijn charismatische leiderschap van de Russische keizerlijke legers werd geprezen in gedichten van Aleksandr Poesjkin, Vasili Zjoekovski en anderen.

## Leven

### Vroege carrière
Jermolov werd geboren op 24 mei (juliaanse kalender) 1777 in een adellijke officiersfamilie in de goebernija Orjol. Hij studeerde aan de kostschool van de Staatsuniversiteit van Moskou en ging op 16 januari 1787 bij het het Lijfgarde Regiment van Preobrazjensk (Лейб-гвардии Преображенский полк) van het Russische Leger. Vier jaar later, in 1791, werd hij bevorderd tot luitenant en ging hij bij het Dragonder Regiment van Nizjni Novgorod met de rank van kapitein. Hij gaf kortstondig les aan het Artillerie en Ingenieur Kadetkorps in 1793, voordat hij onder leiding van Soevorov meehielp bij het onderdrukken van de Poolse Kościuszko-opstand in 1794. Hij nam deel aan de aanval op Praga (versterkte Poolse vesting aan de Wisła) en kreeg op 12 januari 1795 de Sint-Jorisorde (4e klas) Onder Valerian Zoebov nam hij het jaar daarop deel aan de Russisch-Iraanse oorlog van 1796 langs de Kaspische Zee.
Hij werd echter op 7 januari 1799 gearresteerd op verdenking van deelname aan een samenzwering tegen de tsaar. Hij werd beschuldigd van libertarisme, uit zijn functie gezet en verbannen naar Kostroma tot tsaar Alexander I hem op 15 maart 1801 per oekaze liet vrijlaten. Na zijn vrijlating begon hij de werken van Soevorov te bestuderen, wiens leerling hij zich beschouwde. Hij werd daarop op 13 mei 1801 toegewezen aan het 8e Artillerie Regiment en trok daarop op 21 juni naar de compagnie van de artillerie te paard.

### Napoleontische Oorlogen
Hij nam deel aan de gevechten met Frankrijk in de achterhoede en voorhoede tijdens de Oorlog van de Derde Coalitie (1805), waarbij hij zich onderscheidde in de Slag bij Amstetten en Slag bij Austerlitz, waarvoor hij werd bevorderd tot kolonel op 16 juli 1806. Tijdens de Oorlog van de Vierde Coalitie (1806-1807) het jaar daarop, deed hij mee aan de veldtocht in Polen in de voorhoedegarde van prins Bagration, waarbij hij zich onderscheidde in het commanderen van een artilleriecompagnie bij de vele achterhoedegevechten tijdens de terugtrekking van het Russische Leger naar Landsberg en tijdens de Slag bij Eylau. In juni 1807 gaf hij leiding aan de paarden artillerie compagnie tijdens de acties bij Guttstadt (Dobre Miasto), Deppen, Heilsberg en Friedland. Hiervoor kreeg hij op 7 september 1807 de Sint-Jorisorde 3e klas. Op 28 maart 1808 werd hij bevorderd tot majoor-generaal en benoemd tot inspecteur van de compagnieën van de artillerie te paard.
Begin 1809 inspecteerde hij de artilleriecompagnieën van het Leger van de Donau en terwijl zijn divisie deel nam aan de Strijd tegen Oostenrijk nam hij het bevel op zich over de reservetroepen binnen de goebernija's Wolynië en Podolië en verbleef daar twee jaar.
In 1811 nam hij het bevel op zich over de compagnie van de artilleriegarde en bij het begin van Invasie van Napoleon in Rusland (Zesde Coalitie) werd hij benoemd tot stafchef van het 1e Westelijke Leger. Zijn militaire kennis was van groot belang bij de Russische tactieken. Hij nam deel aan de terugtrekking naar Smolensk en speelde een grote rol in de ruzie tussen de generaals Barclay de Tolly en Bagration. Hij was tegen de strategie van de eerste en vroeg aan tsaar Alexander om hem te vervangen door Bagration. Bij de strijd onderscheidde Jermolov zich bij Valoetino, Malojaroslavets, waarvoor hij werd bevorderd tot luitenant-generaal op 12 november 1812. Bij de Slag bij Borodino raakte hij lichtgewond toen hij een succesvolle tegenaanval leidde waardoor de "Grote Redoute" werd heroverd.
Hierdoor kreeg hij grote bewondering van staf-chef prins Koetoezov. Voor zijn optreden bij Borodino kreeg hij de Orde van Sint-Anna (1e klas) het artilleriekorps van de geallieerden. Van oktober tot november 1812 diende hij bij de voorhoede onder generaal Miloradovitsj en vocht bij Vjazma en Krasny. Eind november was hij commandant over een van de detachementen van de voorhoede onder generaal Rosen en nam deel aan de gevechten bij de Slag bij de Berezina. Op 3 december 1812 werd hij teruggeroepen naar het hoofdkwartier en werd hij op voorspraak van Koetoezov benoemd tot commandant over de generale staf van de verenigde Russische legers. Drie week later werd hij benoemd tot commandant van de artillerie van de Russische legers. Tijdens de Europese veldtochten van 1813 en 1814 was Jermolov gezagvoerder over het artilleriekorps van de Zesde Coalitie.
Tijdens de Slag bij Lützen werd hij beschuldigd van insubordinatie en daarop overgeplaatst naar de 2e Gardedivisie. Hij vocht in de Slag bij Bautzen, waar hij de Russische achterhoede leidde tijdens de terugtrekking en bij de Slag bij Kulm. Zijn leiderschap was van groot belang voor de uitkomst van de laatste slag en hij kreeg daarvoor het Pruisische IJzeren Kruis. Tijdens de Slag om Parijs leidde hij het grenadierskorps. Hij kreeg voor zijn prestaties de Orde van St. George 2e klas op 7 april 1814.

### Bestuurder in de Kaukasus
In 1816 werd Jermolov benoemd tot chef-staf van de Russische troepen in Georgië, kreeg hij de rang van artilleriegeneraal en werd hij commandant van het onafhankelijke Georgische Korps op 21 april 1816. Ook werd hij verantwoordelijk voor het Russische militaire beleid in de Kaukasus en de provincie rond Astrachan. Hij bleek een kundige bestuurder en wist succesvol te onderhandelen als ambassadeur van het Russische Rijk met Perzië in 1818 en kreeg daarvoor op 4 maart 1818 de rang van generaal van de infanterie. Hij was ook betrokken in de Kaukasusoorlog waar hij onder andere de opstandige bergbevolkingen van Dagestan en Tsjetsjenië op bloedige wijze onderdrukte en Grozny stichtte in de voorgebergtes van Tsjetsjenië, waardoor de plaatselijke bevolking zijn kuddes niet kon laten grazen, zorgend voor verhongering. Hij sloot de grenzen van Tsjetsjenië en Dagestan, zodat de volken daar geen handel meer konden drijven met andere regio's in het Russische Rijk en met het buitenland. Ook maakte hij zich schuldig aan etnische zuiveringen en gestuurde genocide door het gijzelen en vermoorden van gevangenen (de amanaten), het uitmoorden van hele dorpen, inclusief vrouwen en kinderen en het verdrijven van "niet meewerkende" Tsjetsjenen van hun land, dat vervolgens werd gekoloniseerd door Russische immigranten en kozakken. Hij wist de Tsjetsjenen te verdrijven van de Terek tot aan de rivier de Soenzja, waar hij de zogenoemde Soenzjamuur liet bouwen.
Hij was echter ook nogal vredelievend, wat hem vaak in conflict bracht met het Ministerie van Oorlog. Hij werd echter zeer gewaardeerd door zijn manschappen en ook de soldaten van de decembristen behoorden tot zijn aanhangers. Zijn connecties met de laatsten zorgden ervoor dat hij zijn militaire carrière plotseling moest beëindigen op 9 april 1827, toen tsaar Nikolaas I hem dwong om af te treden met de mededeling dat als hij dit niet zou doen, hij zou worden aangeklaagd voor samenspanning met de decembristen. Hij had daarvoor namelijk een twistgesprek gehad met generaal Ivan Paskevitsj, die beschermd werd door Nikolaas I. Jermolov kreeg op 9 april 1827 eervol ontslag, met volledige pensioenuitkering.

### Laatste jaren
Op 6 november 1831 herstelde Nikolaas I hem echter in zijn rang en benoemde hem tot de Russische Raad van State. Vanaf het begin van de Krimoorlog was hij generaal van de infanterie vanaf 1833. Hij werd ook gevraagd om een boerenmilitie te leiden, maar wees dit aanbod af vanwege gezondheidsproblemen. Hij werd verkozen tot hoofd van de schutterij van Moskou op 10 maart 1855, maar verliet deze weer in mei van dat jaar. De laatste dertig jaar van zijn leven woonde hij in afzondering op zijn landgoed bij Orjol. Hij stierf in Moskou op 11 april 1861 en werd begraven in de Drie-eenheidskathedraal in Orjol.

## Betekenis
Jermolov wordt gezien als een van de beste artillerieofficieren uit de geschiedenis van het Russische Leger. Hij bewees zijn capaciteiten tijdens de Napoleontische Oorlogen en later in de Kaukasus. Hij was echter ook een sluwe en listige hoveling, die vaak samenzwoer tegen zijn meerderen. Vanwege zijn raadselachtige karakter werd hij vaak beschreven als de "Moderne Sfinx". Hij bleek een meedogenloze heerser in de Kaukasus die de opstanden van de Tsjetsjenen op zeer wrede wijze neersloeg.

## Memoires
Zijn memoires (zapiski) werden na zijn dood uitgegeven in 3 delen: een over zijn vroege carrière, een over de Napoleontische Oorlogen en een over zijn dienst in de Kaukasus. Zijn boeken werden in 2005 uitgegeven onder de titels "The Czar's General" en "The Memoirs of a Russian General by Alexey Yermolov" (vertaald en bewerkt door Aleksander Mikaberidze).

## Onderscheidingen
Jermolov kreeg tijdens zijn leven vele onderscheidingen. Naast de hierboven vermelde onderscheidingen kreeg hij ook de Russische Orde van Sint-Andreas de Eerstgeroepene, Orde van Sint-Vladimir (1e klas), Alexander Nevski-Orde, Orde van de Witte Adelaar en Orde van Sint-Anna (1e klas). Onder zijn buitenlandse onderscheidingen bevonden zich de Pruisische Orde van de Rode Adelaar (1e klas) en de Pour le Mérite, de Oostenrijkse Orde van Maria Theresia (3e klas), de Badense Orde van Karl Friedrich, de Perzische Orde van de Leeuw en de Zon en twee gouden zwaarden voor heldenmoed (een er van bestikt met diamanten).